# Davide Gabburo
Davide Gabburo (Bovolone, 1 april 1993) is een voormalig Italiaans wielrenner. 

## Overwinningen
2021
Grote Prijs van Alanya
2024
4e etappe Ronde van Istanbul

## Resultaten in voornaamste wedstrijden
| Jaar | Ronde van Italië | Ronde van Frankrijk | Ronde van Spanje |
| ---- | ---------------- | ------------------- | ---------------- |
| 2020 |                  |                     |                  |
| 2021 | 106e             |                     |                  |
| 2022 | 53e              |                     |                  |
| 2023 | 64e              |                     |                  |
| 2024 |                  |                     |                  |

| Jaar | Milaan-San Remo | Gent-Wevelgem | Amstel Gold Race | Ronde van Lombardije | Strade Bianche |
| ---- | --------------- | ------------- | ---------------- | -------------------- | -------------- |
| 2020 |                 |               |                  | 76e                  | 41e            |
| 2021 |                 |               |                  | 95e                  | opgave         |
| 2022 | 96e             | opgave        | opgave           | 96e                  | 70e            |
| 2023 | 78e             |               |                  |                      | 62e            |
| 2024 | 96e             |               |                  |                      |                |

## Ploegen
- 2018 –  Amore & Vita-Prodir
- 2019 –  Neri Sottoli - Selle Italia - KTM
- 2020 –  Androni Giocattoli-Sidermec
- 2021 –  Bardiani-CSF-Faizanè
- 2022 –  Bardiani-CSF-Faizanè
- 2023 –  Green Project-Bardiani-CSF-Faizanè
- 2024 –  VF Group-Bardiani CSF-Faizanè

Battaglin · Bonillo · Cañaveral · Colnaghi · Covili · El Gouzi · Fiorelli · Gabburo · Marcellusi · Martinelli · Mazzucco · Modolo · Mulubrhan (vanaf 21/4) · Nieri · Pellizzari · Pinarello · Rastelli · Santaromita · Tarozzi · Tolio · Tonelli · Trainini (tot 5/4) · Visconti (tot9/3) · Zana · Zanoncello · Zoccarato · Magli (stagiair)
Bonillo · Colnaghi · Conforti · Covili · El Gouzi · Fiorelli · Gabburo · Lucca · Magli · Marcellusi · Martinelli ·  Mulubrhan · Nieri · Paletti · Pellizzari · Petrucci (tot 9/2) · Pinarello · Rastelli · Santaromita · Scalco · Scott (tot 20/7) · Tarozzi · Tolio · Tonelli · Zanoncello · Zoccarato · Cadena (stagiair) · Cavallo (stagiair) · Rojas (stagiair)
Biagini · Colnaghi · Conforti · Covili · Fiorelli · Gabburo · Lucca · Magli · Marcellusi · Martinelli · Paletti · Pellizzari · Pinarello · Pinazzi · Pozzovivo (vanaf 25/2) · Rojas · Scalco · Tarozzi · Tolio · Tonelli · Turconi · Zanoncello · Zoccarato